# Haraldskæri nő

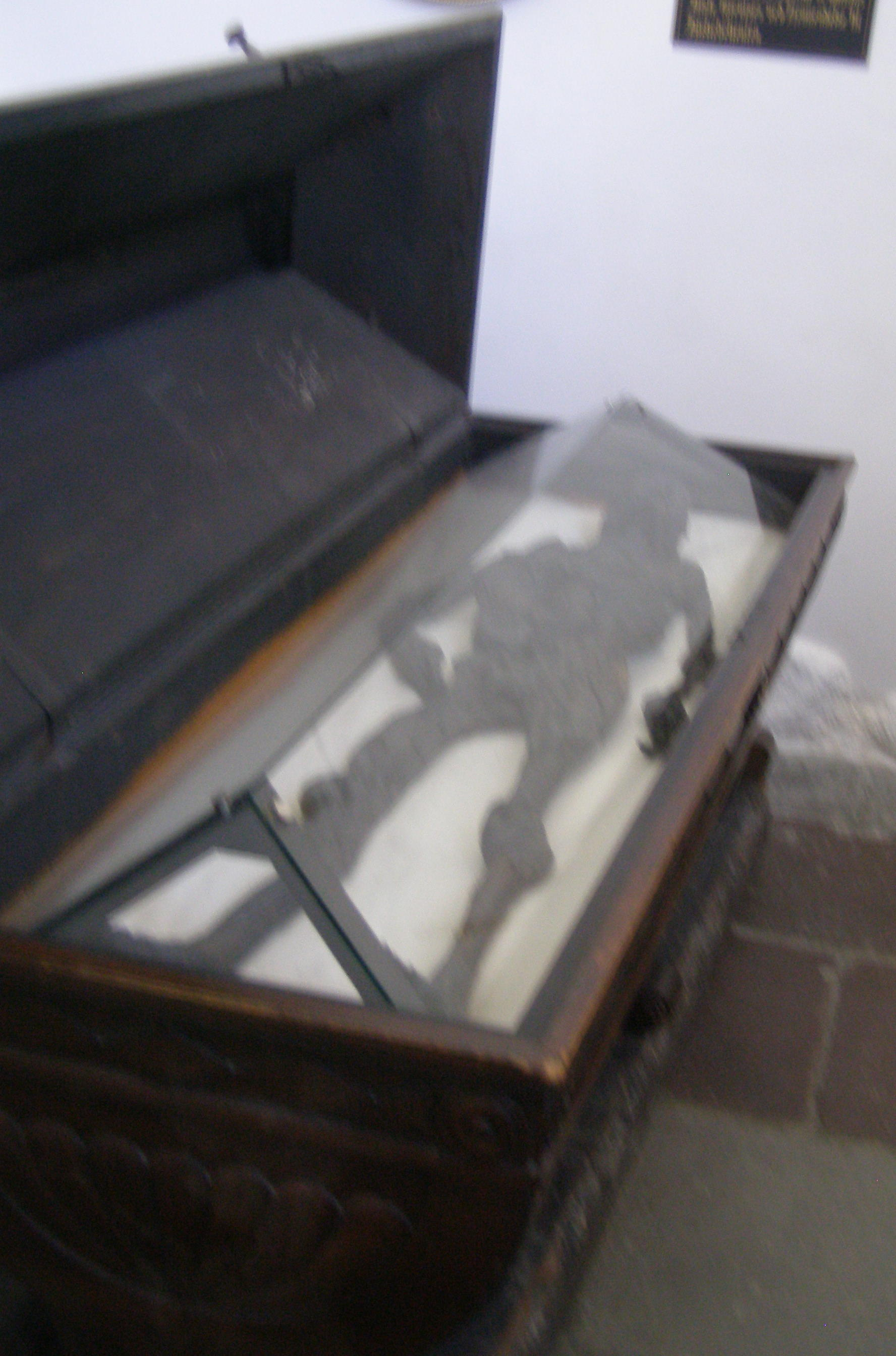
Haraldskæri nő teteme a vejlei Szent Miklós templom szarkofágjában, Dánia

A haraldskæri nő egy lápba fulladt asszony természetes múmiája, Jyllandban, Dániában, akit tévedésből a 10. századi norvég Gunhilde királynővel azonosítottak, és nagy pompával a vejlei Szent Miklós templomba temettek. A női holttestre 1835-ben tőzegkitermelés közben találtak rá, a Jelling közelében fekvő Haraldskær birtokon. A mocsár oxigénhiányos és savas közege teljes egészében konzerválta a testet: csontváza, bőre és belső szervei is megmaradtak – ez a legelsőként megtalált és megvizsgált lápi tetemek egyike. A múmia valódi korát csak az 1977-ben elvégzett 14C-es kormeghatározás során állapították meg, ekkor tisztázódott a tévedés: a test a korai vaskorból származik, és Kr. e. 490 óta feküdt a lápban.

## Háttér

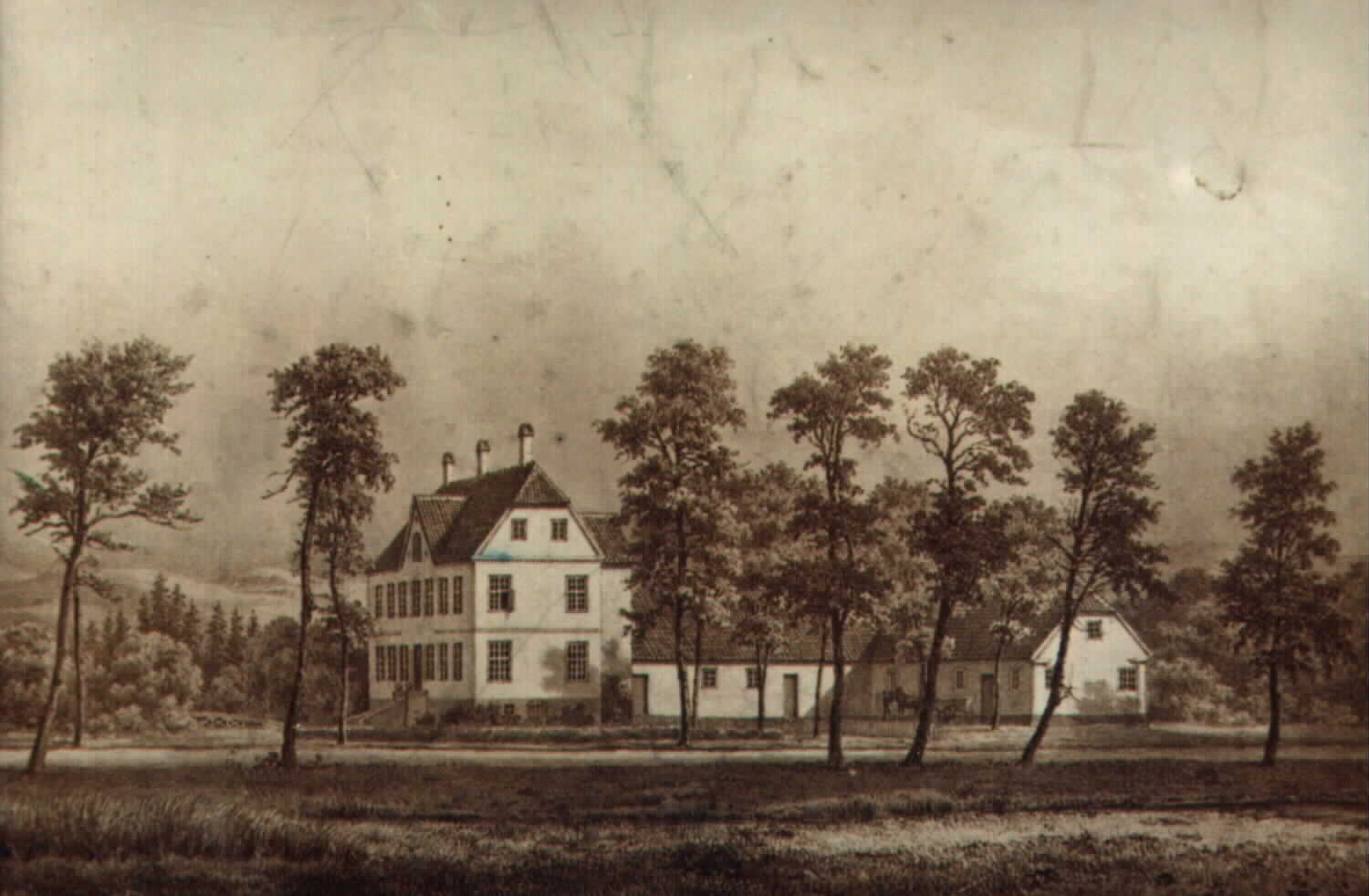
A Haraldskær hűbérbirtok 1857-ben

### Megtalálása
A haraldskæri nő tetemét munkások találták meg 1835. október 20-án. A tőzegbe ágyazódott, elfásodott füvekkel borított női tetem fejjel kelet felé, pontosan kelet-nyugati irányban, fabotokkal a mocsár fenekéhez cövekelve, a hátán feküdt. Teljesen meztelen volt, ruháit (egy bőrsapkát és három gyapjúruhát) a testére helyezték.

### Korai spekulációk – személycsere

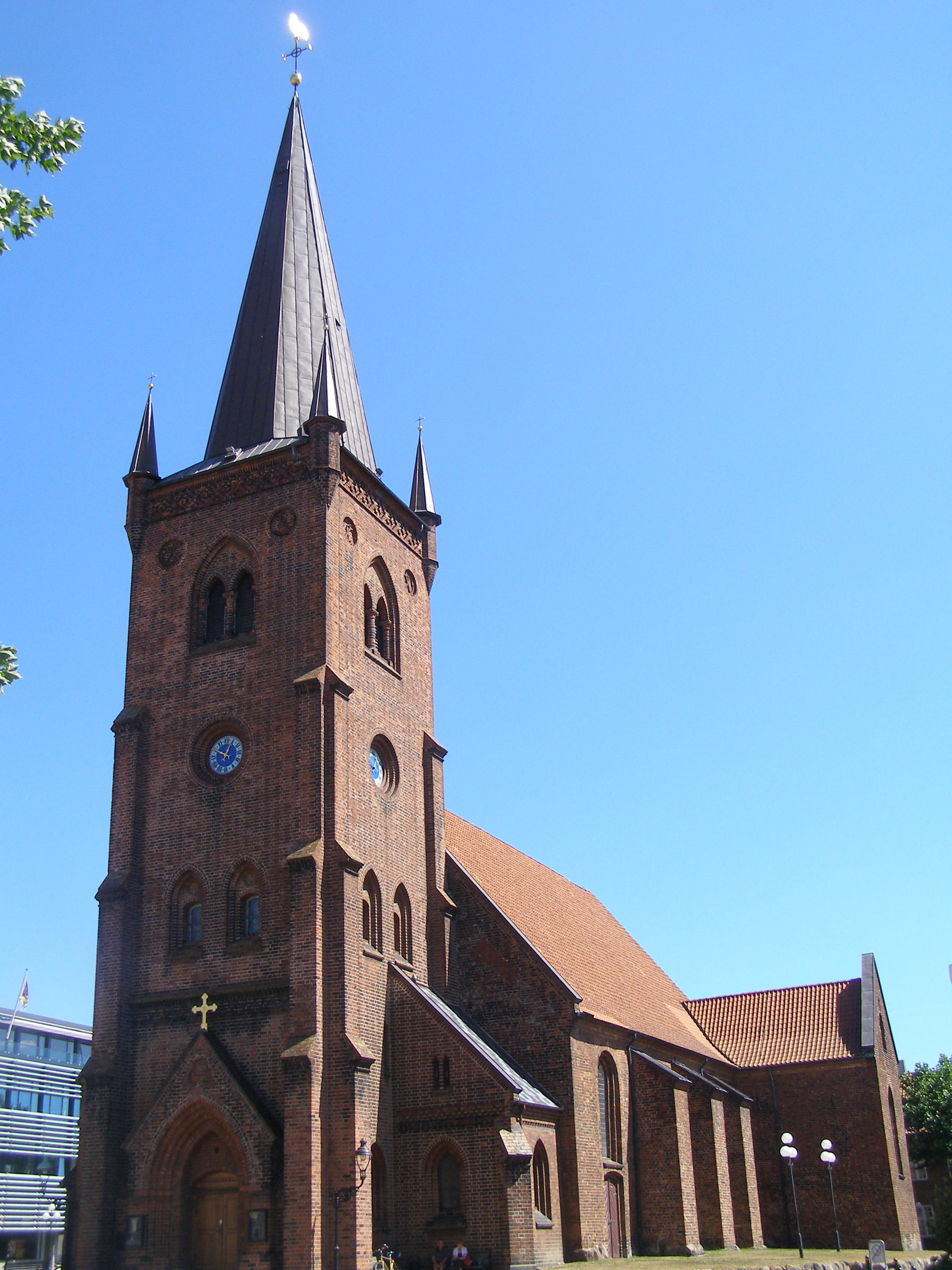
Szent Miklós templom, Vejle

Röviddel a test felfedezése után szárnyra kapott az az elképzelés, hogy a holttest a 10. században lápba veszett Gunhilde királynő, Véreskardú Erik norvég király boszorkánynak tartott feleségének maradványa lehet. A Jomsvikinga-legenda szerint Kékfogú Harald dán király csellel átcsalta Gunhilde királynőt Dániába, és ott katonáival a lápba fojtatta. A megtalálás helyének régi elnevezése Gunhilde-láp volt, és Jellinghez, az egykori dán királyi székhelyhez közel fekvő Haraldskær hűbérbirtokot, még Kékfogú Harald alapította. Az elképzelés, hogy a tetem Gunhilde királynőé annyira népszerű volt, hogy VI. Frigyes dán király a múmiát, pompás temetési ceremóniával, a Vejle központjában álló Szent Miklós templomba temettette.
Először 1842-ben J.J.A. Worsaae fiatal dán archeológus fejtette ki azt a nézetét, hogy a haraldskæri nő nem Gunhilde. A régészeti rétegelemzés úttörője bizonyította, hogy a múmia a prerómai vaskorból származik. Később az 1977-ben elvégzett radioizotópos vizsgálat bizonyította, hogy a mumifikálódott nő Kr. e. 490 körül fulladt a lápba.
A tévedésből fakadó nagy népszerűségnek köszönhető, hogy a haraldskæri nő múmiáját olyan gondosan konzerválták, hogy még napjainkban is remek állapotban megőrződött, ellentétben a sokkal később, 1950-ben megtalált tollundi férfi tetemével, amelynél csak a fejet tartósították, és a konzerválás hiánya miatt a test szinte teljesen tönkrement. Bár bebizonyosodott, hogy a haraldskæri nő nem volt királyi származású, teteme mégis a vejlei templom északi kereszthajójában elhelyezett üvegszarkofágban maradt.

## Vizsgálatok és eredmények

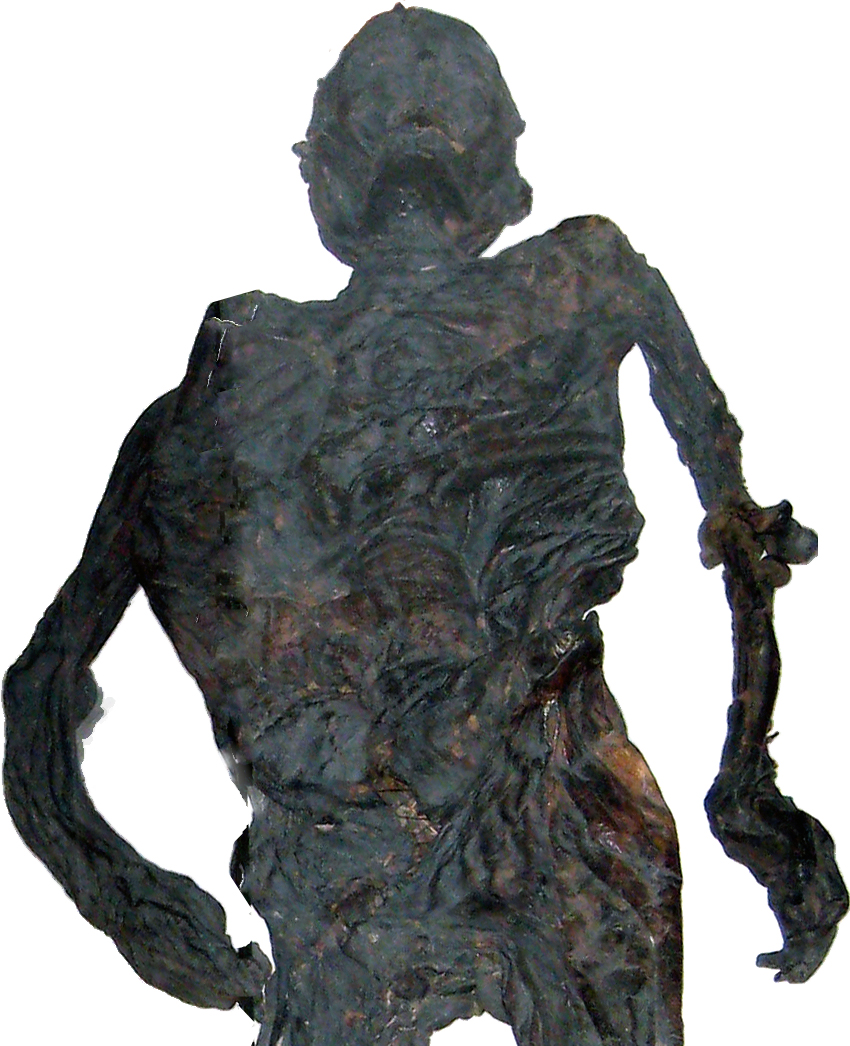
A haraldskæri nő teste

Az első vizsgálatok eredménye alapján az asszony teljes holtteste, csontjai, bőre és belső szervei tökéletesen épek voltak. Sem betegség, sem testi deformitás nyomait nem találták. A testen látható egyetlen sebesülés egy dárda, vagy egy hegyes bot ejtette szúrt seb és enyhe duzzanat volt a térdízületek környékén. A múmia bőre és hosszú haja kicserződött és a mocsár tanninos közegétől jellegzetes sötétbarnára színeződött. Fogai mind megvoltak. Az orvosok véleménye szerint a nő halálakor 50 éves, jó egészségi állapotban, és feltételezetten jó életkörülmények között élő személy volt.
Az 1977-ben elvégzett kormeghatározás után, 1979-ben az Århus Egyetemi Kórház orvosai ismételt tudományos vizsgálatoknak vetették alá a tetemet. Az eltelt idő alatt a haraldskæri múmia kiszáradt, összezsugorodott, a bőre kiviaszosodott, erősen megráncosodott és összegyűrődött. Ekkor a holttest 133 centiméteres volt, míg 1835-ben 150 cm magasságot mértek. A koponya még tüzetesebb CT-vizsgálata alapján életkorát helyesbítették: halálakor 40 év körüli lehetett.
2000-ben Lone Hvass, az Elsinore Múzeum munkatársa, Miranda Aldhouse-Green, a Cardiff Egyetem régésze és az Århus Egyetem törvényszéki orvostani részlegének tudóscsoportja ismét megvizsgálták a haraldskæri nő maradványait. A gyomortartalom elemzése során megemésztetlen kölest és szedret találtak. A nyakon egy halvány barázda húzódott, mintha egy kötéllel kínozták, vagy fojtogatták volna az asszonyt. A kutatók azt is megállapították, hogy a térdízületi duzzanatokat a mocsári környezet okozta, és a nő már halott volt, amikor a mocsár aljához cövekelték.
Mivel Jylland területén ebben a korban a hamvasztás volt az általános temetkezési szokás, a holttest gondos elhelyezése alapján a tudósok azt a végkövetkeztetést vonták le, hogy a haraldskæri nő rituális gyilkosság áldozata volt.

### Ruhák
A testen és körülötte számos állati alapanyagból készült ruhamaradványt találtak. Közöttük egy több darabból gondosan összevarrt szőrmesapkát, és három gyapjú ruhadarabot. Ezeket a textíliákat a szálak közé szövött sötétebb szálak díszítették. Bár megtalálásakor a nő meztelen volt, lehet, hogy halálakor valamilyen növényi eredetű (len vagy kender) ruhadarabot viselt, amelyet a lápvíz elbontott.

## Összehasonlítás más lápi tetemekkel
A kutatók még ma sem tudják pontosan, hogy Észak-Európában, a vaskor idején, miért került olyan sok tetem a lápba. Dániában jellemzően a prerómai vaskor és a Római Birodalom korából – a Kr. e. 500–Kr. u. 400 közötti időszakból – való a leletek többsége. Vajon kivégzési módszer volt ez, hogy először megölték és azután a lápba temették őket? Ezekről semmilyen írás nem maradt ránk. Azt viszont tudjuk, Tacitus római történetíró nyomán, hogy a germánok és a kelták számára a lápok szent helyek voltak, és az ekkori népek hittek az istenek engesztelésére, vagy hálából felajánlott emberáldozatban. Különösen a botokkal vagy kövekkel a lápfenékhez erősített tetemek kapcsán bontakozott ki az a nézet, hogy ezek az emberek rituális gyilkosságok áldozatai voltak.
A Jylland félsziget lápjaiban talált és megvizsgált tetemek: a haraldskæri nő, a tollundi férfi, grauballei férfi, ellingi asszony, huldremosei nő és a borremosei nő II.

## A haraldskæri nő az irodalomban
Steen Steensen Blicher dán író és amatőr régész az elsők között kereshette fel a múmia megtalálási helyét. Az 1836-ban közzétett Grovhøjen („Halomsír”) című novellája egy paródia, egy tévesen azonosított régészeti leletről. 1841-ben meggondolta magát a haraldskæri női tetem valódiságát illetően, és Dronning Gunhild („Gunhilde királynő”) címmel megjelentetett versében a lápban fekvő halott királynőt siratja.
1846-ban Jens Christian Hostrup dán dramaturg írt négyfelvonásos komédiát En Spurv i Tranedans („A darutáncot járó veréb”) címmel, amelyben Gunhilde királynő szelleme egy varázslatos gyűrűt ad az intrikus szabónak, amely mindenki előtt láthatatlanná teszi ármányos cselekedeteit. A darab indirekt módon szatirizálja azt az elképzelést, hogy a haraldskæri nő nem más, mint Gunhilde királynő, és először hozza nyilvánosságra Worsaae hipotézisét.